# Ardisia pellucida
Ardisia pellucida Oerst. – gatunek roślin z rodziny pierwiosnkowatych (Primulaceae). Występuje naturalnie w Meksyku, Belize, Gwatemali, Hondurasie, Nikaragui, Kostaryce, Panamie, Kolumbii, Ekwadorze oraz Peru. 

## Morfologia
PokrójZimozielony krzew dorastający do 3 m wysokości.
LiścieBlaszka liściowa ma eliptyczny lub lancetowaty kształt. Mierzy 9,5–40 cm długości oraz 5,8–13 cm szerokości, jest ząbkowana na brzegu, ma ostrokątną lub klinową nasadę i spiczasty wierzchołek. Ogonek liściowy jest nagi i ma 5–25 mm długości.
KwiatyZebrane w baldachogronach wyrastających na szczytach pędów. Mają działki kielicha o owalnym kształcie i dorastające do 1–2 mm długości. Płatki są owalne i mają białą barwę oraz 5–7 mm długości.
OwocPestkowce mierzące 4-7 mm średnicy, o kulistym kształcie.

## Biologia i ekologia
Rośnie w lasach, na wysokości do 1000 m n.p.m.